# Lipníky
Lipníky este o comună slovacă, aflată în districtul Prešov din regiunea Prešov, pe malul râului Q12770097⁠(d). Localitatea se află la altitudinea de 302 m deasupra n.m., se întinde pe o suprafață de 3,79 km2 și în 2017 număra 492 de locuitori.

## Istoric
Localitatea Lipníky este atestată documentar din 1990.

## Demografie
| An:                | 1994 | 2004   | 2014   | 2024    |
| ------------------ | ---- | ------ | ------ | ------- |
| Număr de persoane: | 430  | 466    | 473    | 587     |
| Diferență:         |      | +8,37% | +1,50% | +24,10% |

| An:                | 2023 | 2024   |
| ------------------ | ---- | ------ |
| Număr de persoane: | 571  | 587    |
| Diferență:         |      | +2,80% |